# Campeonato de Segunda División 1901 (Argentina)
El Campeonato de Segunda División 1901 fue el tercer campeonato de la segunda categoría del fútbol argentino, antecesor de la actual Primera B (hoy en el tercer nivel). Fue organizado por la Argentine Association Football League, y disputado por 9 equipos.
El campeón fue el Barracas Athletic Club, que no ascendió a la máxima categoría, ya que por aquella época no existía un sistema de ascensos y descensos, y los clubes elegían en qué división jugar, llegando a tener equipos en más de una categoría distinta. Sin embargo, el equipo fue promovido a Primera División por su buena campaña.

## Incorporaciones
| Incorporados a la Primera División 1901 |
| --------------------------------------- |
| No hubo                                 |

| Incorporados de la Primera División 1900 |
| ---------------------------------------- |
| No hubo                                  |

| Incorporados de la Tercera División 1900 |
| ---------------------------------------- |
| Lomas II                                 |

| Incorporados a la Tercera División 1901 |
| --------------------------------------- |
| No hubo                                 |

| Afiliados       |
| --------------- |
| Barracas        |
| Colón Ath.      |
| Estudiantes     |
| San Martín Ath. |

| Desafiliados |
| ------------ |
| Central      |

El número de participantes aumentó a 9.

## Tabla de posiciones final
| Pos | Equipo      | Pts | PJ | G  | E | P  | GF | GC | Dif |
| --- | ----------- | --- | -- | -- | - | -- | -- | -- | --- |
| 1º  | Barracas    | 32  | 16 | 16 | - | -  | 56 | 8  | 48  |
| 2º  | Belgrano II | 22  | 16 | 11 | - | 5  | 35 | 14 | 21  |
| 3º  | Lomas II    | 22  | 16 | 10 | 2 | 4  | 28 | 14 | 14  |
| 4º  | Estudiantes | 19  | 16 | 8  | 3 | 5  | 21 | 20 | 1   |
| 5º  | San Martín  | 17  | 16 | 7  | 3 | 6  | 26 | 32 | -6  |
| 6º  | Banfield    | 13  | 16 | 5  | 3 | 8  | 19 | 28 | -9  |
| 7º  | Colón       | 12  | 16 | 5  | 2 | 9  | 16 | 25 | -9  |
| 8º  | Alumni II   | 5   | 16 | 1  | 3 | 12 | 8  | 30 | -22 |
| 9º  | Porteño     | 2   | 16 | -  | 2 | 14 | 3  | 37 | -34 |

|                              |
|                              |
| Campeón Barracas 1.er título |